# 东河镇 (旺苍县)
东河镇，是中华人民共和国四川省广元市旺苍县下辖的一个乡镇级行政单位。

## 行政区划
东河镇下辖以下地区：
卸甲碥社区、治城社区、南峰寺社区、印月潭社区、凤凰梁社区、冯家坝社区、百丈关社区、白马寺社区、马家渡社区、宋水社区、安河村、五峰村、沿河村、长滩村、四新村、白马村、红垭村、农林村、双峰村、安坪村、南阳村、石桅村、川山村、南峰村、凤阳村、天符村、鱼鳞村、石坝村、金坪村、灵溪村、狮子村和陈坪村。